# Ernest Mandel
Ernest Mandel, właśc. Ernest Ezra Mandel (ur. 5 kwietnia 1923 we Frankfurcie nad Menem, zm. 20 lipca 1995) – lewicowy działacz polityczny, trockista.

## Wczesna działalność
Urodził się w rodzinie polskich Żydów Henryka i Rosy Mandelów, byłych aktywistów Ligi Spartakusowskiej Róży Luksemburg i Karola Liebknechta. W latach 30. jego rodzice przenieśli się do Antwerpii, gdzie szukali azylu politycznego. Jego edukacja, w czasie której został zwerbowany do lokalnej grupy trockistowskiej, została przerwana przez II wojnę światową. Zaangażowany w ruch oporu, dwukrotnie był aresztowany i uciekał z miejsca odosobnienia, by wreszcie trafić do niemieckiego obozu koncentracyjnego Mittelbau-Dora. Po wojnie został jednym z liderów belgijskiej sekcji IV Międzynarodówki i członkiem jej Międzynarodowego Sekretariatu. Zyskał sławę jako dziennikarz, piszący do gazet „Het Parool”, Le Peuple, „l'Observateur” i dla Agence France Presse oraz uczestnik głośnych polemik między lewicą radykalną i socjaldemokracją.

## Przywódca Międzynarodówki
W 1946 r. Mandel został wybrany do Międzynarodowego Sekretariatu IV Międzynarodówki oraz redaktorem naczelnym belgijskiej dwujęzycznej gazety Lewica. Uczestniczył w belgijskim ruchu związkowym, a jego sekcja tworzyła lewicową frakcję w Partii Socjalistycznej, do momentu, gdy nie została z niej wyrzucona za protest przeciwko wejściu do koalicji z chadekami i współudział w strajku generalnym. Mandel był również autorem raportów poświęconych sytuacji w ZSRR oraz w krajach Bloku Wschodniego, które stały się wykładnią oficjalnego stanowiska IV Międzynarodówki. Uważał nową rewolucję na terenie tych państw za nieuchronną.
Mandel starał się ratować Międzynarodówkę przed kolejnymi rozłamami, sprzeciwiając się rozłamowi w 1953 r. i będąc jednym z inicjatorów częściowego zjednoczenia w 10 lat później. Pozostawał płodnym publicystą, autorem licznych opracowań związanych z ekonomią marksistowską oraz analiz politycznych. Od 1968 r. regularnie organizował wykłady na europejskich uniwersytetach, mimo postępujących problemów zdrowotnych. Prowadził kampanię na rzecz anulowania długów Trzeciego Świata. W kolejnej dyskusji wewnątrz Międzynarodówki opowiedział się zdecydowanie przeciwko nowym metodom walki partyzanckiej, lansowanym przez organizacji południowoamerykańskie, podkreślając wagę kształcenia teoretycznego i organizowania partii masowych
W czasie pieriestrojki apelował o oficjalną rehabilitację ofiar politycznych procesów stalinizmu, a w czasie podróży do ZSRR przedstawiał własną wizję demokratycznego socjalizmu.

## Publicysta
Mandel opublikował blisko 2000 artykułów oraz 30 większych książek:
- Marxist Economic Theory (2 vols.).
- The Formation of the Economic Thought of Karl Marx, 1843 to Capital
- La Longue Marche de la Revolution
- Introduction to Marxist Economic Theory
- Europe versus America: Contradictions of Imperialism
- Decline of the Dollar': a Marxist view of the Monetary Crisis
- The Second Slump
- Revolutionary Marxism Today
- Revolutionare Strategien im 20e Jahrhundert
- Trotsky: A Study in the Dynamic of his Thought
- From Stalinism to Eurocommunism
- Late Capitalism
- Vervreemding en revolutionaire perspectieven
- Offener Marxismus
- Réponse à Louis Althusser et Jean Elleinstein
- Long Waves of Capitalist Development
- Introduction to Marxism
- Delightful Murder: A social history of the crime story'
- De la Commune à Mai 68: Histoire du mouvement ouvrier international
- Karl Marx: die Aktualitat seines Werkes
- La Crise
- The meaning of the Second World War
- Beyond Perestroika: the future of Gorbachev's USSR
- October 1917: Coup d'état or Social Revolution?
- Trotsky as Alternative
- Kontroversen um "Das Kapital"
- Power and Money: A Marxist Theory of Bureaucracy
- The Place of Marxism in History
- Cash Krach & Krisis: Profitboom, Börsenkrach und Wirtschaftskrise
- Revolutionary Marxism and Social Reality in the 20th Century
- Why they invaded Czechoslovakia

W swojej myśli politycznej Mandel był najbardziej ortodoksyjnym z czołowych trockistów i niezwykle aktywnym krytykiem konkurencyjnych ruchów trockistowskich. Do śmierci pozostawał czołowym teoretykiem IV Międzynarodówki.